# Baha-ud-Din Naqshband Bukhari

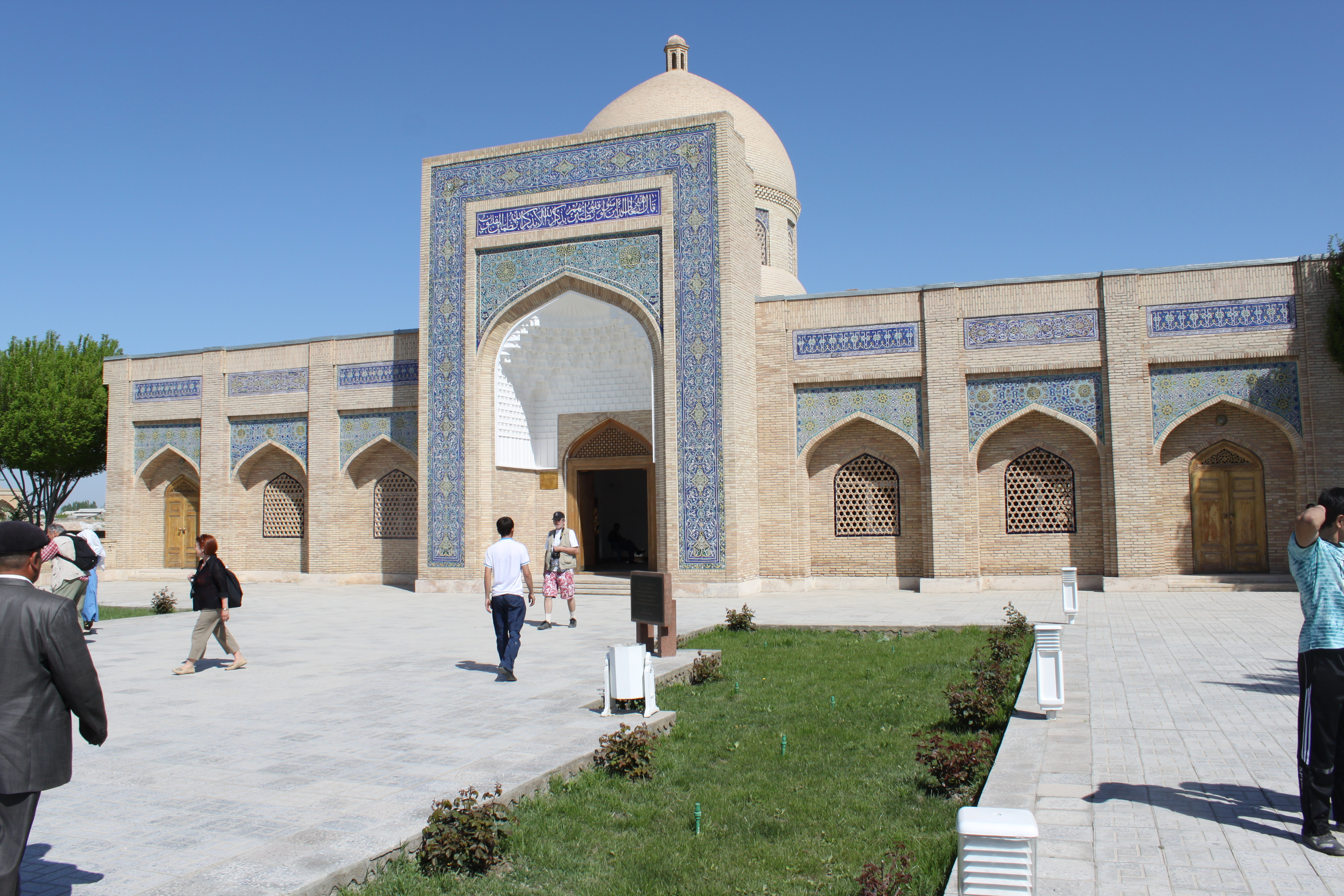
Mausoléu de Bahauddin Naqshband

Baha-ud-Din Naqshband Bukhari (em persa: بهاءالدین محمد نقشبند), também conhecido como Shaykh Bohoutdin e Bahouddin Naqshband (Qasr-i Hinduvan, Bucara, março de 1318 – Qasr-i Hinduvan, 2 de março de 1389) foi um estudioso muçulmano sunita que fundou a tariqa (ordem religiosa) Naqshbandi. Era um descendente de Maomé através de Imam Haçane Alascari.

## Origem
Baha al-Din nasceu em março de 1318 na vila de Qasr-i Hinduvan, que ficava a um parasanga da cidade de Bucara. Como a maioria da população sedentária da região, Baha al-Din era tajique, ou seja, falante de persa e participante de sua cultura.
Annemarie Schimmel destaca a descendência de Bahauddin de Haçane Alascari, referindo-se à família de Khwaja Mir Dard e "muitos nobres, de Bucara; eles levaram sua linhagem até Baha`uddin Naqshband, que dá nome à ordem Naqshbandi, e que era descendente, na 13ª geração do 11º imam al-Hasan al-Askari". Através do sua avó Bahauddin e tambem um descendente do Abdulcáder Guilani.
A linha de descida do Bahauddin e do seguinte modo:
Bahauddin bin Abdullah bin Jalaluddin bin Burhanuddin bin Abdullah bin Zayn ul Abideen bin Qasim bin Sufyan bin Burhanuddin bin Mahmud bin Bulaq bin Naqi bin Taqi bin Mohyuddin bin Mahmud bin Ali Akbar bin Haçane Alascari bin Ali Alhadi bin Maomé Aljauade bin Ali ibne Muça bin Jafar Alçadique bin Maomé Albaquir bin Ali Zayn ul Abideen bin Huceine bin Fatima binte Maomé

## Biografia
Três dias após seu nascimento, sob a organização do avô de Baha al-Din Jalal-du-din, Baha-ud-din foi adotado como novato espiritual por Baba Mohammad Sammasi, um mestre do Khwajagan, uma ordem sub fundada por Yusuf Hamadani (falecido em 1140) e Jafar Alçadique. Foi o avô paterno de Baha al-Din quem o trouxe para Sammasi, pois ele era um murid (novato) deste último. Mais tarde, Sammasi confiou o treinamento de Baha al-Din ao seu ilustre aluno Amir Kulal.
Os primeiros textos não mencionam como Baha al-Din ganhou o apelido de "Naqshband", nem o seu significado. Mais tarde, foi alcançado parcialmente um acordo de que se referia à naqsh (impressão) do nome de Allah que é firmado no coração através da oração constante e contínua. Em Bucara, Baha al-Din tornou-se mais praticamente seu santo padroeiro e era comumente referido como "Khwaja Bala-gardan" por seus habitantes. Entre os membros da atual ordem Naqshbandi, especialmente no Afeganistão, Baha al-Din é conhecido como "Shah-e Naqshband".
Alguns historiadores concordam que o Naqshbandi original tinha uma atitude particularmente iraniana ou khurasaniana, o que segundo H. Algar/Encyclopædia Iranica é apoiado pelo fato de Baha al-Din estar cercado por um grupo de moradores urbanos que falavam principalmente tadjique. No entanto, os Naqshbandi também foram influenciados pela ordem sufi turca, a Yasawiyya, e, portanto, também tinham um componente turco. Três gerações após a morte de Baha al-Din, os Naqshbandi começaram a receber apoio entre os habitantes turcos da Ásia Central, exibindo assim um apelo abrangente.

## Legada
Baha al-Din morreu em 2 de março de 1389 em Qasr-i Hinduvan, que foi então renomeado como Qasr-i Arifan em respeito a ele. De acordo do volante do Bahauddin Lederançia do Ordem e herdado hereditário a travers do descendente do Bahauddin. Ele teve três filhas chamadas Zahra, Rabia e Sarwar.
Hoje descendentes do Zahra sem connado com Principe Mogol e Afegãos são aceitados como successor legitima hereditário do Bahauddin como chefe de casa dele. Antes de sua morte seguidoras acreditam que Bahauddin mencionou que uma de sua descendente virá como uma climax do sucessores. Damrel identifia Khwaja Khawand Mahmud como este descedente, como mencionou no sua livro Forgotten Grace, onde ele menciona que seguidoras acreditam que Bahauddin foi resutado no ano 1598 quando Khwaja Khawand Mahmud visitou túmulo do Bahauddin. Linia do successoria do Mahmud continou como Sayyid Mir Jan e Sayyid Mahmud Agha e alcança hoje Principe Raphael do Afeganistão como chefe de casa do Bahauddin Naqshband.